# Liste von Brücken in Sachsen
Liste von bekannten Brücken in Sachsen.
| Brücke                                | Lage                     | unterführt                  | überführt                                                     | Eröffnung       | Länge in m | Höhe in m | Breite in m   | Bemerkung | Bild            |
| ------------------------------------- | ------------------------ | --------------------------- | ------------------------------------------------------------- | --------------- | ---------- | --------- | ------------- | --- | --------------- |
| Albertbrücke                          | Dresden                  | Elbe                        |                                                               | 1877            | 316        |           | 22,20         | im Zweiten Weltkrieg zerstört und 1946 wiedereröffnet; 2014–2016 saniert und verbreitert                           |                 |
| Albert-Hain-Brücke                    | Pegau                    | Weiße Elster                | Fußweg                                                        | ~1898           | 25         |           | 2             | etwa 2015 vollständig saniert                                                                                      |                 |
| Alte Elsterbrücke                     | Plauen                   | Weiße Elster, Mühlgraben    | Fußweg                                                        | 1244            | 75         | 5,50      | 7,25          | zweitälteste Brücke Sachsens                                                                                       |                 |
| Altstadtbrücke                        | Görlitz/Zgorzelec        | Lausitzer Neiße             |                                                               | 2004            | 80         | 5,0       | 8,5–10        | verbindet Deutschland und Polen                                                                                    |                 |
| Altstadtbrücke Meißen                 | Meißen                   | Elbe                        | Gemeindestraße                                                | 2000            | 204,7      |           | 18,1          | |                 |
| Altväterbrücke                        | Halsbrücke               | Freiberger Mulde            |                                                               | um 1500         | 188,5      | 7,3       | 5,05          | diente von 1686 bis 1715 als Aquädukt                                                                              |                 |
| Aquädukt von Krumhermersdorf          | Krumhermersdorf          | Waldkirchener Straße        | Rohwasserüberleitung                                          | um 1904         |            |           |               | Teil der Rohwasserüberleitung zwischen Talsperre Neunzehnhain I und Talsperre Einsiedel                            |                 |
| Aquädukt von Zschopau                 | Zschopau                 | Zschopau                    | Rohwasserüberleitung                                          | um 1904         | 140        | 20        |               | Teil der Rohwasserüberleitung zwischen Talsperre Neunzehnhain I und Talsperre Einsiedel                            |                 |
| Augustusbrücke                        | Dresden                  | Elbe                        |                                                               | 1910            | 390        |           | 18–25         | |                 |
| Autobahnbrücke Siebenlehn             | Nossen (nahe Siebenlehn) | Freiberger Mulde            | A4                                                            | 1997            | 413        |           |               | |                 |
| Bahrebachmühlenviadukt                | Borna                    | Bahrebach                   | Bahnstrecke Neukieritzsch–Chemnitz                            | 1871            | 235        | 27        |               | 1999–2003 komplizierte Umbaumaßnahmen für die A 4                                                                  |                 |
| Basteibrücke                          | Rathen                   |                             |                                                               | 1851            | 76,5       |           |               | |                 |
| Loschwitzer Brücke                    | Dresden                  | Elbe                        |                                                               | 1893            | 280        |           | 12            | |                 |
| Burgbrücke                            | Meißen                   | Hohlweg                     | Zufahrt Albrechtsburg                                         | 1228            |            |           |               | vermutlich älteste sächsische Brücke; mehrmals umgebaut, 1990 instand gesetzt                                      |                 |
| Carolabrücke                          | Bad Schandau             | Elbe                        | Bahnstrecke Bautzen–Bad Schandau                              | 1877            | 237,7      | 7         |               | Früher auch Straßenbrücke                                                                                          |                 |
| Carolabrücke                          | Dresden                  | Elbe                        |                                                               | 1877            | 187        |           |               | |                 |
| Eisenbahnbrücke Demitz-Thumitz        | Demitz-Thumitz           |                             | Bahnstrecke Görlitz–Dresden                                   | 1845            | 230        | 18        |               | |                 |
| Elbbrücke Bad Schandau                | Bad Schandau             | Elbe                        | B172                                                          | 1977            | 268        |           | 13,6          | |                 |
| Elbebrücke Dresden                    | Dresden                  | Elbe                        | A4                                                            | 1998            | 496        | 19        |               | |                 |
| Elbebrücke Meißen                     | Meißen                   | Elbe                        | Bahnstrecke Borsdorf–Coswig                                   | 1926            | 256,4      |           | 15,75         | |                 |
| Elbebrücke Mühlberg                   | Mühlberg                 | Elbe                        | S 21                                                          | 2008            | 690,5      |           |               | verbindet Sachsen und Brandenburg                                                                                  |                 |
| Elbebrücke Riesa                      | Riesa                    | Elbe                        | Bahnstrecke Leipzig–Dresden                                   | 1966            | 346,6      |           |               | |                 |
| Elbebrücke Riesa                      | Riesa                    | Elbe                        | B169                                                          | 2001            | 365        |           | 11,45 + 10,05 | |                 |
| Elbebrücke Torgau                     | Torgau                   | Elbe                        | Bahnstrecke Halle–Cottbus                                     | 1997            | 347,45     |           |               | |                 |
| Elbebrücke Torgau                     | Torgau                   | Elbe                        | ,                                                             | 1993            | 509        |           | 15,5          | |                 |
| Elstertalbrücke bei Jocketa           | Plauen                   | Weiße Elster, Elstertalbahn | Bahnstrecke Leipzig–Hof                                       | 1851            | 279        | 68        |               | zweitgrößte Ziegelbrücke der Welt                                                                                  |                 |
| Elstertalbrücke Pirk                  | Burgstein-Pirk           | Weiße Elster                | A72                                                           | 1993            | 503,5      | 60        |               | eine der größten Stein-Bogenbrücken der Welt, Bau stand von 1943 bis 1990 unfertig                                 |                 |
| Fleißenbachtalbrücke                  | Bad Brambach             | Fleißenbach                 | B92                                                           | 2001            | 159        |           | 11            | |                 |
| Flügelwegbrücke                       | Dresden                  | Elbe                        | S 73                                                          | 1930            | 285        | 6,53      | 31            | Neubau 2001–2004                                                                                                   |                 |
| Friedensbrücke                        | Bautzen                  | Spreetal                    |                                                               | 1909            | 181        |           |               | 1949 Wiedereröffnung der reparierten Brücke                                                                        |                 |
| Friedensbrücke (auch: Syratalviadukt) | Plauen                   | Syra, Dobenaustraße         | (Friedensstraße)                                              | 1905            | 133        | 18        | 18            | seinerzeit größter steinerner Brückenbogen der Welt                                                                |                 |
| Fünferbrücke                          | Braunsdorf-Lichtenwalde  | Zschopau                    |                                                               | 2006            | 76         |           |               | Ersatzneubau nach Beschädigung durch das Hochwasser 2002                                                           | Bild gesucht BW |
| Gedeckte Holzbrücke                   | Hennersdorf              | Zschopau                    |                                                               | 1837            | 36         |           | 4             | |                 |
| Göhrener Viadukt                      | Wechselburg              | Zwickauer Mulde             | Bahnstrecke Neukieritzsch–Chemnitz                            | 1871            | 381        | 68        |               | |                 |
| Göltzschtalbrücke                     | Mylau, Netzschkau        | Göltzsch                    | Bahnstrecke Leipzig–Hof                                       | 1851            | 574        | 78        |               | größte Ziegelbrücke der Welt                                                                                       |                 |
| Göltzschtalbrücke                     | Weißensand               | Göltzsch                    | A72                                                           | 1938            | 364        | 35        |               | |                 |
| Grenzbrücke                           | Breitenau                | Schönwalder Bach            | A17                                                           | 2006            | 412        | 57        |               | verbindet Deutschland und Tschechien                                                                               |                 |
| Hammerbrücke                          | Freiberg                 | Freiberger Mulde            | Fuß- und Radweg                                               | 1576            |            |           | 7,3           | |                 |
| Hetzdorfer Viadukt                    | Oederan                  | Flöha, Hetzbach             | Bahnstrecke Dresden–Werdau                                    | 1868            | 328        | 43        |               | 1992 außer Betrieb, Rad- und Wanderweg                                                                             |                 |
| Landbrücke                            | Niederwiesa–Flöha        | Zschopau                    | B173                                                          | 2011            |            |           |               | Abriss 2010, Wiedereröffnung 2011                                                                                  |                 |
| Hospitalbrücke                        | Radeberg                 | Große Röder                 | S 95                                                          | 1764            |            |           |               | Neubau 1899 |                 |
| Hundestallbrücke                      | Radeberg                 | Große Röder                 | Schloßstraße                                                  | 16. Jahrhundert |            |           |               | nach 2000 umfassend saniert                                                                                        |                 |
| Löbauer Viadukt                       | Löbau                    | Löbauer Wasser              | Bahnstrecke Görlitz–Dresden                                   | 1847            | 190        | 28,6      |               | |                 |
| Lockwitztalbrücke                     | Kreischa                 | Lockwitzbach                | A17                                                           | 2005            | 723        | 64        |               | |                 |
| Marienbrücke                          | Dresden                  | Elbe                        | Bahnstrecke Děčín–Dresden-Neustadt, Bahnstrecke Pirna–Coswig, | 1852            |            |           |               | eigentlich zwei parallele Brücken (Straße und Eisenbahn; Straßenbrücke ist älteste erhaltene Elbbrücke in Dresden) |                 |
| Muldebrücke Bad Düben                 | Bad Düben                | Vereinigte Mulde            | Bundesstraße B2 Bundesstraße B107                             | 1995            | 71,40      | 12,27     | 14,74         | 1995 Fertigstellung der Stabbogenbrücke ohne Windverband → frühere Brücken siehe Artikel Muldebrücke Bad Düben     |                 |
| Muldenbrücke Nerchau (A 14)           | Nerchau                  | Vereinigte Mulde            | Ortsverbindungsstraßen Golzern-Nerchau und Bahren-Trebsen     | 1970–1971       | 342        | 30        |               | |                 |
| Neißeviadukt                          | Görlitz, Zgorzelec       | Lausitzer Neiße             | Bahnstrecke Węgliniec–Görlitz                                 | 1847            | 475        | 35        | 8,6           | 1945 gesprengt, Wiederaufnahme des Bahnverkehrs 1957                                                               |                 |
| Neißeviadukt                          | Zittau, Porajów          | Lausitzer Neiße             | Bahnstrecke Liberec–Zittau                                    | 1859            | 745        | 18        |               | |                 |
| Nasenbachtalbrücke                    | Breitenau / Liebenau     | Nasenbach                   | A17                                                           | 2006            | 282,4      |           |               | |                 |
| Neue Elbebrücke Meißen                | Meißen                   | Elbe                        | B101                                                          | 1997            | 330        |           | 21,5          | |                 |
| Niederwarthaer Eisenbahnbrücke        | Dresden/Radebeul         | Elbe                        | Bahnstrecke Berlin–Dresden                                    | 1983            | 353,6      |           |               | |                 |
| Niederwarthaer Straßenbrücke          | Dresden/Radebeul         | Elbe                        | S 84                                                          | 2008            | 366        |           | 12,5          | |                 |
| Pöppelmannbrücke                      | Grimma                   | Mulde                       |                                                               | 1719            | 143        |           | 5,8           | |                 |
| Rabensteiner Viadukt                  | Chemnitz-Rabenstein      | Rabensteiner Dorfbach       | Bahnstrecke Limbach–Wüstenbrand                               | 1897            | 150        | 17,9      | 4,5           | Bahnstrecke geschlossen, die Brücke überführt inzwischen nur noch einen Wanderweg                                  |                 |
| Sachsenbrücke                         | Pirna                    | Elbe                        | S 177                                                         | 1999            | 1071,5     |           | 33            | |                 |
| Seidewitztalbrücke                    | Pirna                    | Seidewitzbach, S 176        | A17                                                           | 2006            | 568        | 59        | 6,5           | größte Stahlbetonbogenbrücke Sachsens                                                                              |                 |
| Stadtbrücke Pirna                     | Pirna                    | Elbe                        | S 164 Bahnstrecke Kamenz–Pirna                                | 1875            | 295,45     |           | 21,75         | |                 |
| Syratalbrücke                         | Plauen                   | Syrabach                    | Bahnstrecke Plauen–Cheb                                       | 1873            | 210        | 32,5      |               | |                 |
| Waldschlößchenbrücke                  | Dresden                  | Elbe                        | S 167                                                         | 2013            | 636,1      | 26,4      | 28,6          | lange anhaltender Streit um die Notwendigkeit der Brücke                                                           |                 |
| Wegefarther Viadukt                   | Wegefarth                | Große Striegis              | Bahnstrecke Dresden–Werdau                                    | 1870            | 348,5      | 39        |               | |                 |